# Leonská nit

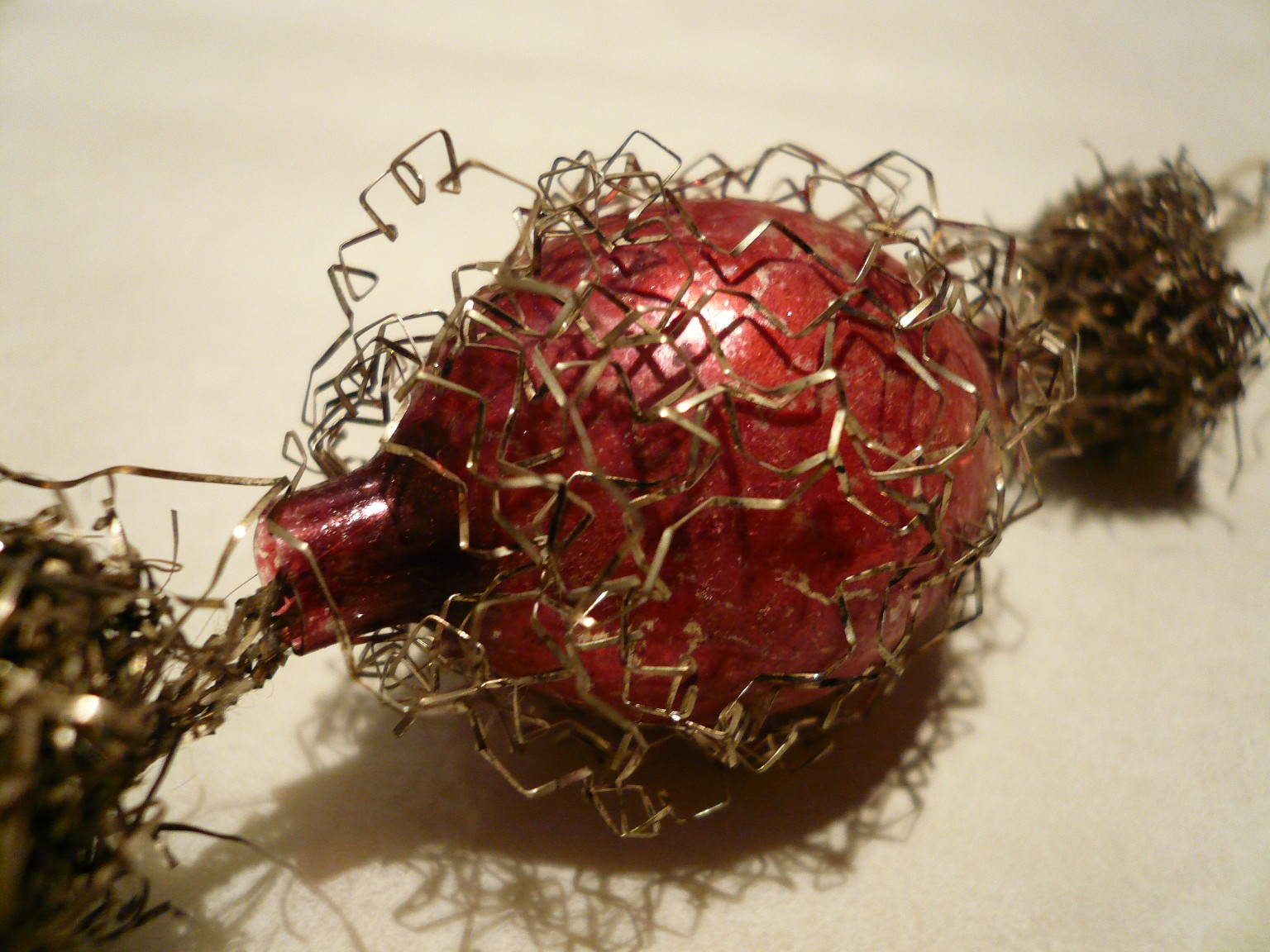
Leonský drát na vánoční ozdobě

Leonská nit (anglicky guimpé, německy Leonisches Gespinst) je příze ovinutá tenkým kovovým nebo fóliovým páskem.

## Z historie výroby leonských nití
Ovíjení nití drátem bylo známé již před několika tisíci lety v Egyptě (zlaté proužky na lněné přízi). V Indii se začala tato technika používat asi v 16. století. V Evropě došlo k rozmachu výroby v 16. století v Itálii a Francii, zejména po vynálezu plochého drátu. V 21. století se v Evropě najde jen několik málo výrobců této textilie, o výši produkce ve světě nejsou známé žádné statistiky.
Označení leonská nit je údajně odvozené od názvu města Lyon, které bylo ve středověku významným střediskem výroby ovíjených přízí. (Podle jiných pramenů pochází název od španělského města Leon). V češtině se pro tyto výrobky používá také historický název dracoun.

## Materiál k výrobě nití

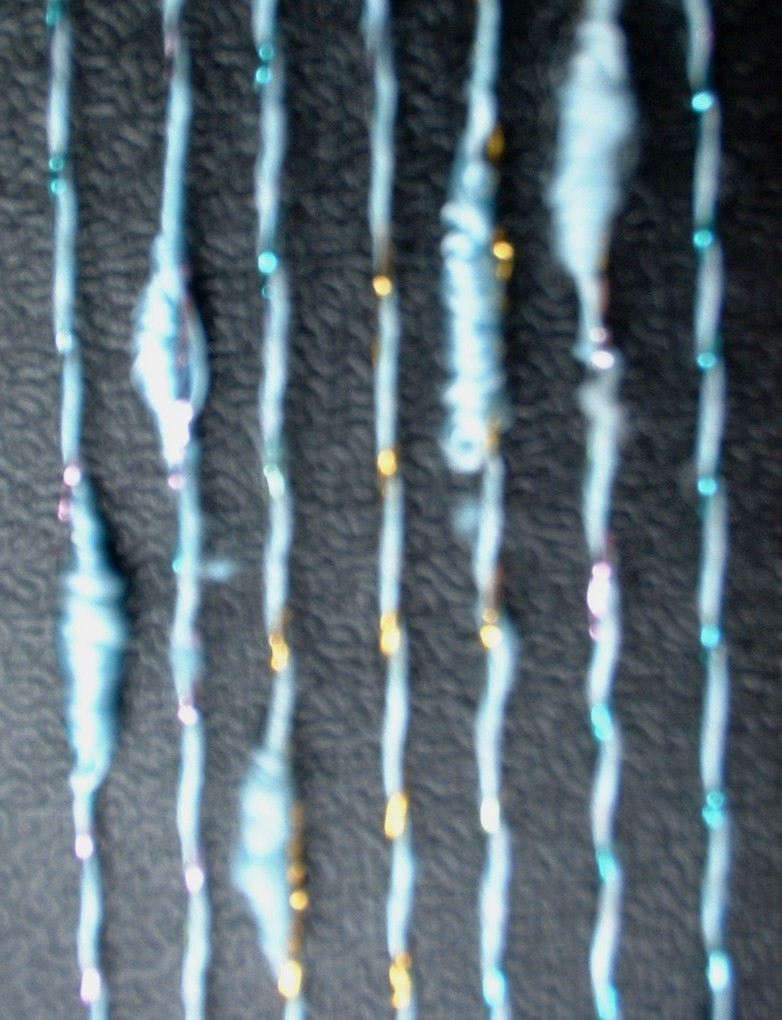
Efektní nopková příze obeskaná kovovým filamentem

- Jako základní nit se používá zpravidla bavlněný nebo odpadový materiál (vigoňka), známé je však také ovíjení kulatých drátů plochým páskem.
- K ovíjení základní niti se původně používal jen kulatý drát (někdy také označovaný jako kovový filament) zvaný leonský, s průřezem 0,04–0,15 mm. Zde se pak často rozeznával
  - pravý (ze zlata nebo stříbra)
  - polopravý (měď potažená vzácným kovem)
  - nepravý leonský drát (mosazný, hliníkový nebo z pozinkované mědi).
- Mimo kulatého se také používá plochý, s obdélníkovým průřezem (německy Lahn) a spirálový drát (německy Kanetille).
- Leonský drát je poměrně drahý a snadno podléhá korozi, proto byl v současné době z velké části nahrazen efektní fólií, tzv. aluxovanými pásky (lurex) nebo galvanizovanou přízí z přírodních nebo umělých materiálů.[4]

## Výroba
Leonská nit sestává z jádra obeskaného (ne opředeného, jak se často nesprávně udává) kovovou přízí nebo fólií.
Nit vzniká na skacím stroji s podávacím zařízením, které umožňuje průchod základní niti (jádra) za současného vytváření spirály z kovového nebo pokovovaného materiálu s nastavitelnou hustotou ovinů kolem jádra.
Hotové niti se pro další zpracování často druží a seskávají s jinými leonskými nebo staplovými přízemi.

## Použití

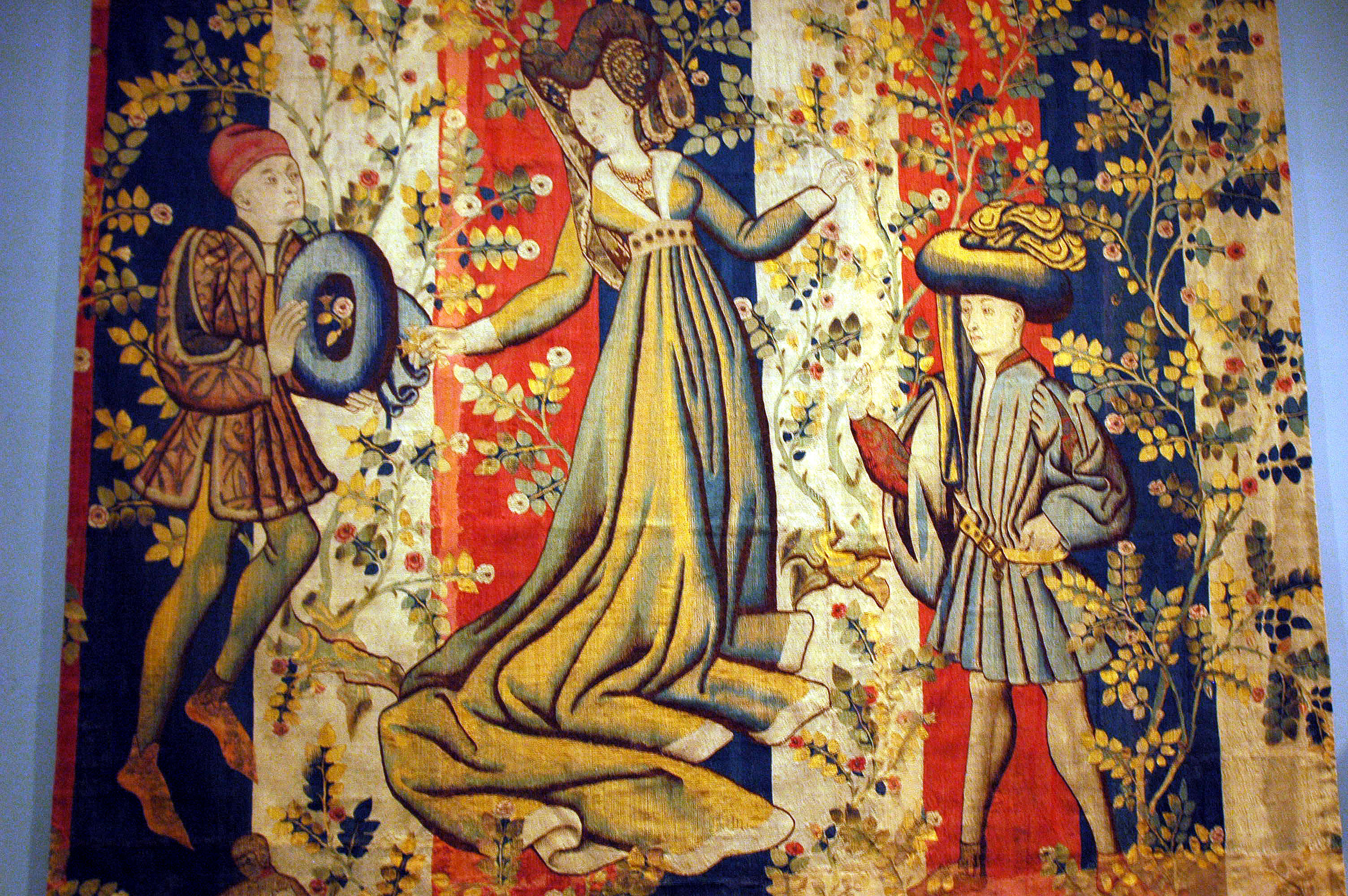
Tkanina s leonskou přízí v útku

- Tzv. leonské zboží: Ozdobné šňůry, střapce, sutašky, lemovky[5] [6]
- Brokátové tkaniny s efektními leonskými nitěmi nebo s celým útkem z pokovovaných přízí se najdou na výstavách vzácných historických oděvů nebo nábytkových potahů a k významným účelům se stále ještě zhotovují dámské večerní šaty z těchto tkanin.[7]
- Méně známé je použití k paličkování a ve směsových přízích na ruční pletení.[8] (Na prostředním snímku vpravo je příze 256 tex ze směsi acetátu a polyesteru obeskaná pokovovaným polyesterovým filamentem. Tyto příze se vyráběly v 80. letech 20. století).